# Corçà
Corçà è un comune spagnolo di 1 143 abitanti situato nella comunità autonoma della Catalogna.